# Goodbye (álbum de Milt Jackson)
Goodbye es un álbum de estudio del músico de jazz estadounidense Milt Jackson.Fue publicado en marzo de 1974 a través del sello discográfico CTI Records.

## Recepción de la crítica
Un escritor no especificado de Billboard escribió: “Aunque es el músico principal en la cita, Jackson se ve eclipsado comercialmente por Laws y, hasta cierto punto, por Hubbard. El LP se venderá gracias a estos dos jóvenes músicos, más que al arte de Jackson, que sigue siendo impecable y siempre dinámico. Esto es jazz convencional que se entiende fácilmente”.

## Lista de canciones
| Lado uno |                |                                    |          |  |
| N.º      | Título         | Escritor(es)                       | Duración |  |
| 1.       | «Detour Ahead» | Lou Carter Herb Ellis Johnny Frigo | 7:55     |  |
| 2.       | «Goodbye»      | Gordon Jenkins                     | 9:17     |  |

| Lado dos |                  |                           |          |  |
| N.º      | Título           | Escritor(es)              | Duración |  |
| 1.       | «Old Devil Moon» | Burton Lane E. Y. Harburg | 5:46     |  |
| 2.       | «SKJ»            | Milt Jackson              | 6:45     |  |
| 3.       | «Opus de Funk»   | Horace Silver             | 6:41     |  |

## Créditos y personal
Créditos adaptados desde las notas de álbum de Goodbye.
Músicos
- Milt Jackson – vibráfono
- Hubert Laws – flauta
- Cedar Walton – piano en todas las canciones excepto «SKJ»
- Herbie Hancock – piano en «SKJ»
- Ron Carter – bajo eléctrico
- Steve Gadd – batería en todas las canciones excepto «SKJ»
- Billy Cobham – batería en «SKJ»
- Freddie Hubbard – trompeta en «SKJ»

Personal técnico
- Creed Taylor – productor
- Rudy Van Gelder – ingeniero de audio
- Don Sebesky – arreglos, conductor en «SKJ»
- Pete Turner – fotografía de portada
- Dean Brown – fotografía de contraportada
- Bob Ciano – diseño de portada

## Posicionamiento
| Gráfica (1974)                              | Pico de posición |
| ------------------------------------------- | ---------------- |
| Estados Unidos (Record World Jazz LP Chart) | 23               |